# لعب الأدوار
يشير لعب الأدوار إلى تغيير سلوك أحد الأفراد للقيام بدور ما إما للقيام بدور اجتماعي على نحو غير مقصود أو القيام محدد عن قصد. في حين يقدم قاموس أكسفورد للغة الإنجليزية تعريفًا للعب الأدوار كـ «تغيير في سلوك أحد الأفراد للقيام بدور اجتماعي»، في مجال علم النفس، ويستخدم هذا المصطلح بطريقة أكثر اتساعًا لتشمل أربعة معانٍ:
للإشارة إلى لعب الأدوار بشكل عام كما هو الحال في المسرح أو البيئة التعليمية؛
للإشارة إلى القيام بدور الشخصية أو الشخص الحالي والتصرف كشريك يقوم بدور شخص آخر، وغالبًا ما يتضمن أنواعًا مختلفة من الممارسات؛
للإشارة إلى مجموعة كبيرة من الألعاب بما في ذلك لعبة فيديو لعب الأدوار، الألعاب عن البريد والمزيد;
للإشارة على وجه الخصوص إلى ألعاب لعب الأدوار.
ألعاب لعب الأدوار.

## التسلية
يشارك الكثير من الأطفال في شكل لعب الأدوار والمعروفة باسم لعبة التخيل، حيث تعتمد على أدوار معينة مثل طبيب وتقليد هذه الأدوار شخصيًا. وفي بعض الأحيان تخيل تبني طبيعة مخالفة، مما يؤدي إلى الاستمتاع بهذه الألعاب مثل الشرطة واللصوص.

## الترفيه
لقد تمت ممارسة إعادة التمثيل التاريخي من خلال البالغين على مدار السنين، استمتع كل من الرومان القدماء، وشعوب هان الصينية، والأوروبيون في القرون الوسطى بتنظيم الأحداث من حين لآخر حيث يتظاهر الجميع بأنه في عمر أصغر، ويظهر الترفيه ليكون الغرض الأساسي لهذه الأنشطة. وفي القرن العشرين، تم استخدام إعادة التمثيل التاريخي على أنه هواية.
تعود تواريخ المسرح الارتجالي إلى تقليد كوميدي ديلارت من القرن السادس عشر. بدأ المسرح الارتجالي الحديث في نفس الحقبة مع «ألعاب المسرح» لفيولا سبولين وكيث جونستون في الخمسينيات، فيولا سبولين هي إحدى مؤسسي فرقة الكوميديا الشهيرة المدينة الثانية، أصرت على أن تدريباتها هي ألعاب وقد تضمنت لعب الأدوار في بداية 1946، كما تحكمت بدقة في لعب الأدوار في المسرح كبروفة وتدريب على التمثيل أو لعب أدوار الممثل مقارنة بدور بالمسرح (الفنون المسرحية)، ولكن الآن يستخدم الكثيرون ألعابها بغرض الاستمتاع في حد ذاته.

### ألعاب لعب الأدوار
لعبة لعب الأدوار هي لعبة يقوم المشاركون فيها بتجسيد أدوار الشخصيات وسرد قصص قصص. يحدد المشاركون أعمال الشخصيات وفقًا للتوصيف وتنجح الأعمال أو تفشل وفقًا نظام القواعد والمبادئ التوجيهية، ومن ضمن القواعد، قد يقومون بالارتجال بحرية؛ وتشكل خياراتهم اتجاه ونتائج الألعاب.
وكما يمكن أيضًا أن يتم لعب الأدوار على الإنترنت في شكل إنشاء قصة جماعية، تتضمن أي مكان وتتكون من شخصين إلى المئات من الأشخاص، والاستفادة من المنتديات العامة، الرسائل الخاصة، وقوائم البريد، وغرف الدردشة، وعملاء الدردشة الفورية (على سبيل المثال إم إس إن، وياهو، وآي سي كيو) لإنشاء عالم وشخصيات قد تدوم لساعات قليلة أو أعوام عدة، تستخدم منصات الرسائل مثل برو بوردز وإنفيجن فري بشكل شائع للعب الأدوار، وغالبًا في منتديات لعب الأدوار، يتم وضع قواعد ومعايير مثل حد أدنى لعدد الكلمات، وتطبيقات الأحرف، ومنصات «التخطيط» لزيادة التعقيد وعمق القصة.
توجد أنواع مختلفة يمكن للفرد الاختيار منها أثناء لعب الأدوار، وتتضمن على سبيل المثال لا الحصر، الخيال، والحديث، والعصور الوسطى، وعصر البخار الشديد، والعصور التاريخية. يمكن استخدام الكتب أو الأفلام أو الألعاب، وعادة ما يتم استخدامها، كأساس للعب الأدوار (وفيها يمكن اعتبار مثل هذه الحالات (مرح جماعي)، مع اللاعبين الذين يفترضون أدوارًا تم شخصيات خيالية للنظام تم إنشاؤها أو استخدام اللاعبين أنفسهم لإنشاء («شخصيات أصلية») للاستبدال أو الخروج أو لتتواجد بجانب شخصيات من الكتاب، أو الفيلم، أو اللعبة، واللعب من خلال الاتباع الجيد لـ الحبكات كشخيصات بديلة، أو التوسع في الإعداد والقصة بعيدًا عن النظام الذي تم إنشاؤه.

## التدريب

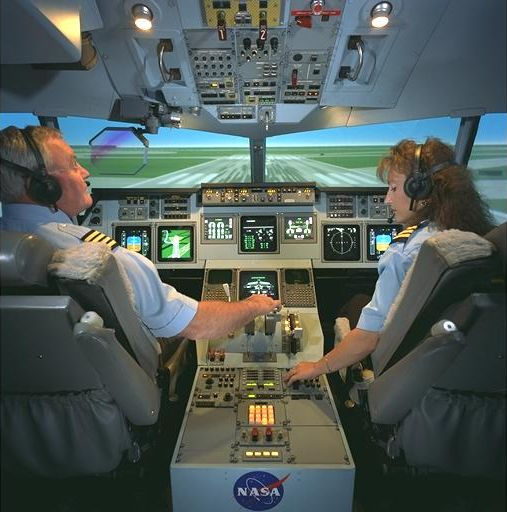
كابينة القيادة الداخلية الخاصة بمحاكي طيران الطائرة النفاثة ذات المحركين

قد يشير أيضًا لعب الأدوار إلى دور التدريب حيث يكرر الأشخاص المواقف في استعداد لتقديم أداء مستقبلي ولتحسين قدراتهم من خلال هذا الدور، تكمن الأمثلة الأكثر شيوعًا في التدريب المهني لعب الأدوار، تدريبات لعب الأدوار التعليمية وبعض المناورات العسكرية.

### المحاكاة
تُعد أولى استخدامات أجهزة الكمبيوتر هي محاكاة الواقع حول المشاركين من أجل لعب الأدوار أثناء تحليق الطائرة. وفي وقت مبكر من الأربعينيات، استخدمت أجهزة محاكاة الطيران أجهزة الكمبيوتر لحل معادلات الطيران وتدريب طياري المستقبل، وبعد الحرب العالمية الثانية بدأ الجيش في محاكاة لعب الأدوار بشكل كامل مع الجنود باستخدام أجهزة الكمبيوتر من خلال كل من المحاكاة العسكرية وللتدريب في مهام عديدة محددة في ظل ظروف الحرب، ومن الأمثلة على ذلك إطلاق النيران باستخدام الأسلحة وأجهزة محاكاة المركبات ومحطة التحكم النموذجية.

## انظر ايضآ
استراتيجيات التعليم